# Ecco the Dolphin

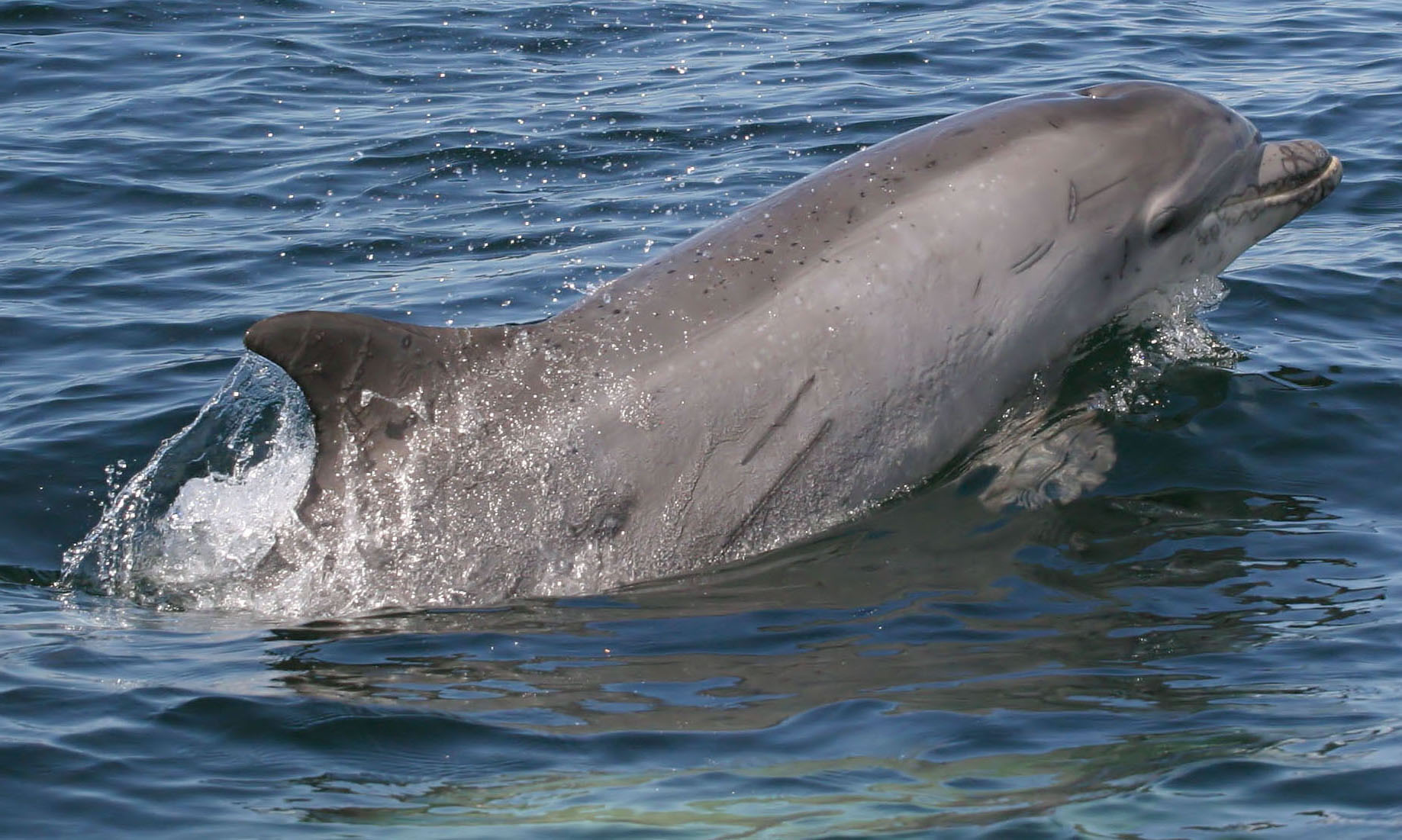
Ecco, el protagonista, es un delfín mular

Ecco the Dolphin (tdl. Ecco el Delfín) es el nombre de una serie de videojuegos publicados por Sega y desarrollados en Hungría por Novotrade International, actualmente conocido como Apaloossa Team. 
Originalmente vieron la luz a partir del año 1992 con sus versiones "Ecco The Dolphin", "Ecco II: Tides Of Time" y "Ecco Junior" para Mega Drive y Sega Game Gear, luego trasladados a Mega-CD y PC (aunque existió una versión, en principio, para Sega 32X que luego acabó para Sega Saturn, pero debido a que no tuvo éxito, nunca salió a la venta) y actualmente a sistemas más recientes como Nintendo DS, Live Arcade de Xbox y Consola Virtual de Wii. En 2001 llegó una versión moderna y realista en entornos 3D, "Ecco The Dolphin: Defender Of The Future", para Sega Dreamcast y PlayStation 2.
Ecco, principal personaje de estos juegos, fue creado por E. Ettore "Ed" Annunziata. Se trataba de un delfín mular macho que, en sus comienzos, debíamos controlar a través de diferentes laberintos horizontales en escenarios de distintas Eras y lugares de la Tierra, en los cuales había que interactuar con objetos y personajes para encontrar la manera de avanzar. Fue famoso por su dificultad en los acertijos y enemigos que se iban presentando a lo largo del juego. La temática de estos juegos era la Ciencia ficción ya que en ellos se tratan temas como el espacio exterior, alienígenas así como la historia de otras razas y culturas ligadas al mar.

## Historia
Delfines y estrellas de mar del siglo XXIII atlantes formaron una Alianza militar en el pasado (presente) para acoger a seres exitados de otras realidades, que actualmente son algunos de los animales de nuestro sistema económico, en los que se había asentado una malvada raza negra, los «Vortex», a la que llaman simplemente «El Enemigo». Así mismo, crearon un arma orgánica a partir de un ente extraterrestre, «El Asterito» o «El Guardián», capaz de frenar el ataque de «El oráculo» en el día en que pretendieran conquistar la Tierra.
Fue entonces cuando nació un delfín con una marca en la frente; se trataba de la «Constelación Delphinus»; fue bautizado como Ecco y considerado «El Elegido Por Las Estrellas»; pronto le otorgarían la pesada misión de velar por el equilibrio de la Tierra persiguiendo al enemigo allá a donde fuese.
Ahora, los aliens atlantes han desaparecido y los delfines quedan construyendo armas nucleares, habiendo olvidado su antiguo legado. Aprovechando la rotura de esa antigua alianza por la falta del pueblo atlante que dirigía a los delfines, el enemigo, frustrado, retorna en busca de venganza y la oportunidad de conseguir el planeta invicto que los ridiculizó en el pasado. Ecco debe viajar a lo más profundo de los océanos, a través del espacio y el tiempo, usando los poderes y máquinas que los atlantes crearon para evitar los planes de «El Enemigo».

## Los Juegos

### Ecco The Dolphin
Fue el primer título de la saga del delfín y nos contaba cómo el joven Ecco presenciaba el secuestro de su manada sin poder hacer nada. Acto seguido empezaba una persecución a través del tiempo en su búsqueda en la que se topaba con «El Asterito» (Asterite, un ser caído del cielo con apariencia de una gigante cadena de ADN que puede concederle poderes), mortal enemigo de los "Vórtices" (Vortex, muy parecidos a los monstruos de la saga de películas de Alien, con una distribución social que recuerda a la de insectos como las abejas, hormigas o termitas), los cuales resultan ser el eterno enemigo de esta saga de juegos cuyo plan es sustituir las especies animales de nuestro planeta por las del suyo.

### Ecco II: Tides Of Time
Segunda entrega, y quizás la más importante en lo que al argumento de los juegos se refiere, en la que «El Asterito» es atacado por la «Reina de los Vortices» cuando todos la creían muerta; logrando así instalarse en la Tierra sin que nadie lo sepa ni pueda impedirlo.
Las consecuencias son que la Historia del planeta comienza a cambiar y aparecen nuevas especies más agresivas. Desde el futuro llegan delfines voladores, que se hacen llamar «Cantores», para contarle a Ecco sobre el triunfo de los «Vórtices» sobre la Tierra y llevarlo con ellos para que evite un posible futuro en el que sean eclipsados en su totalidad por esta raza de alienígenas.
Se añade un nuevo poder denominado «Metasfera», que consiste en una esfera creada por los antiguos para adquirir la forma de cualquier otro ser viviente, lo cual le da más variedad al juego al poder jugar en determinados niveles como ave e incluso como enemigo. 
Finalmente se revela que Ecco está condenado a perseguir a este enemigo eternamente en el tiempo sin ningún tipo de elección y que la Historia se repetirá una y otra vez; pero nunca lo sabremos ya que Ecco está dando su vida para que no nos afecten los cambios.

### Ecco Junior
Se trata de un título con poca importancia que nos cuenta una pequeña aventura de Ecco como recién nacido y otros amigos del mar que lo ayudan en su viaje.

### Ecco: Defender Of The Future
Debut 3D de Ecco en consolas de 128 bits, ahora con laberintos y rompecabezas cúbicos, con una historia escrita por un importante escritor de novelas de ciencia ficción y un juego considerado obra maestra por lograr plasmar fielmente los movimientos y costumbres de los delfines, así como demás especies del mundo submarino.
En el argumento de este juego los delfines han olvidado los viejos tiempos y están desorientados ahora que «El Enemigo» ha regresado para borrar el único obstáculo en su camino: la especie de los delfines. Para ello intentará evitar que los ancestros prehistóricos de los delfines evolucionen en seres inteligentes, robando una serie de sentimientos y sellándolos a través del tiempo. Esto creará futuros alternativos a los que Ecco debe ir enfrentándose para encontrar así los sentimientos perdidos ("noble treats" o "tratos nobles" refiriéndose a las características positivas de los delfines) y derrotar de una vez por toda a la raza «vórtice», «El Enemigo».
El juego se divide en cuatro posibles futuros:
- La isla de la tranquilidad. Que narra el presente tal y como lo conocemos. La misión en este capítulo es encontrar un camino alternativo a la «Ciudad de los Atlantes» después de que un terremoto sepultara la entrada principal. Aquí Ecco descubrirá que el terremoto se ha debido a un ataque de «El Enemigo».

- La pesadilla del hombre. Siguiendo la estela del enemigo, Ecco es atrapado por un agujero espacio-temporal contemplando como extraen la vitalidad de unos seres inmediatamente anteriores a la especie del delfín. De repente, Ecco se encuentra en un futuro en el que los delfines han sido esclavizados por el ser humano, el cual ha conquistado los fondos marinos y se ha extinguido a sí mismo en sus guerras. La misión de Ecco será reconciliar las enfrentadas castas de delfines y poner en mecanismo un gigantesco artilugio que creó el ser humano y que es movido por los delfines que son obligados a trabajar.

- La pesadilla del delfín. Al lograr liberar a los delfines y rescatar parte de las características olvidadas por sus antepasados, Ecco vuelve a cambiar el presente y se encuentra con un mundo donde los delfines han desarrollado una fuerza bruta, haciendo que algunos muten, matando al hombre y aliándose con el enemigo. Se trata de una realidad en la que existe un clan de delfines agresivos e inteligente y una resistencia, mucho más débiles, formada por los pocos delfines, más cercanos a los actuales, que sobrevivieron porque se ocultaron y aprendieron a vivir bajo tierra, en un lugar al que llaman «Las Cavernas de la Esperanza». El clan, junto al enemigo, ha creado una máquina llamada «Fluidez Perpetua» que crea unos túneles de agua a través del cielo y llevan a santuarios flotantes donde adoran a sus dioses.

- En dominio de El enemigo. Al derrotar a los dioses del clan, Ecco vuelve a cambiar la historia del planeta con la horrorosa sorpresa de que «El Enemigo» se ha hecho con la Tierra. Todo es oscuro, sucio y tormentoso; ya no existe ninguna especie animal de las conocidas actualmente, son todos seres extraterrestres adaptados a diferentes ámbitos. El último esfuerzo de Ecco consiste en llegar hasta el nido del enemigo para derrotar a los vástagos y a su reina de una vez por todas, logrando así que el mundo vuelva a ser el que era.